# نساء أصحاء
نساء أصحاء (بالإنجليزية: HealthyWomen)‏هي منظمة أمريكية غير ربحية تسعى إلى تزويد النساء بمعلومات متعمقة وموثوقة من قبل المنظمات الطبية حول مجموعة واسعة من القضايا المهمة لصحة النساء وزيادة الوعي بهذه القضايا من خلال التعليم والدعوة. أسستها الدكتورة فيوليت بوين-هيو في عام 1988. وارتبطت في الأصل بمستشفى كولومبيا للنساء في واشنطن العاصمة، ثم نُقل مقرها إلى الضفة الحمراء بنيو جيرسي. ويحصل المركز على جزء من تمويله من شركات المنتجات الاستهلاكية وشركات الأدوية. وقامت المنظمة بإصدار نشرة إخبارية «التقرير الوطني لصحة المرأة». غيرت اسمها إلى نساء أصحاء في عام 2009. تعمل منظمة «نساء أصحاء» عن كثب مع شركات مثل (مؤيدون الصحة-Health Advocate) لتخطيط وإجراء ندوات ومؤتمرات ومقالات ذات صلة بالصحة تستهدف أصحاب العمل والأفراد.